# Албанска низина
Албанската низина (на албански: Ultësira Perëndimore e Shqipërisë) е един от четирите географски региона в Албания, а именно единствения равнинен и разположен западно от т.нар. албански планини. 
Простира се покрай Адриатическо море от Хани и Хоти на север, до Вльора на юг, и е с дължина 205 км и ширина от 10-60 км. Повърхността на низините покрай хълмистите райони е 7420 км2 (т.е. 25% от територията на Албания).
Албанската низина е най-важният икономически регион на страната, като брегът покрай него е пълен със заливи, лагуни, дюни с пясъчни плажове и ивици. Речните наноси са увеличили площта му през последните 60-70 години с близо 35 km2. Тук се отглеждат и цитрусови плодове, като това е единствената албанска земеделска платформа.
Низината има средиземноморски климат и се напоява от реките Дрин, Мати, Ерзен, Ишми, Шкумбини, Семани, Вьоса и Сушица, като водата се използва и за водоползване и промишлени нужди. По реките в албанската низина са изградени редица язовири, като в близкото минало до 20 век голяма част от тази територия била заблатена и е източник на малария. През 60-те години на века почти всички мочурища са пресушени, а обработваемата земя е нараснала с повече от 50 000 хектара.
Исторически център на албанската низина е Дуръс, като от цялата територия на днешна Албания, през средновековието само плодородната низина около града била повече време във византийско, а не в българско владение.